# Gilles Villeneuve
Joseph Gilles Henri Villeneuve ([ʒil vilnœv], anhörenⓘ) (* 18. Januar 1950 in Saint-Jean-sur-Richelieu; † 8. Mai 1982 in Löwen, Belgien) war ein kanadischer Automobilrennfahrer. Von 1977 bis 1982 startete Villeneuve bei 67 Formel-1-Grands-Prix, bei 66 von ihnen für die Scuderia Ferrari. In der Formel-1-Saison 1979 wurde er Zweiter der Weltmeisterschaft. Beim Abschlusstraining des Großen Preises von Belgien 1982 kollidierte Villeneuve mit dem Wagen des langsam fahrenden Jochen Mass. Dabei wurde sein Rückenmark durchgetrennt; er starb wenige Stunden später.
Gilles Villeneuves Sohn Jacques wurde 1997 Formel-1-Weltmeister; auch Gilles’ jüngerer Bruder Jacques Villeneuve sr. war Automobilrennfahrer.

## Familie und Privatleben

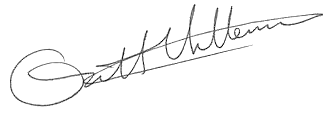
Unterschrift von Gilles Villeneuve

Gilles Villeneuve war der ältere von zwei Söhnen des kanadischen Klavierstimmers Seville Villeneuve und dessen Ehefrau Georgette (⚭ 1947), geborene Coupal.
Der Vater war aus beruflichen Gründen oft unterwegs, sodass die Kinder längere Zeit mit der Mutter allein waren. 1955 kam Villeneuve in die Grundschule. 1958 zog die Familie nach Berthierville. Als er fünfzehn Jahre alt war, schenkte sein Vater ihm einen MGA, den er ohne Führerschein fuhr. Ebenso nutzte er das Auto seiner Eltern unerlaubt, wobei er einen Unfall verursachte. Mit sechzehn Jahren erhielt Villeneuve die Fahrerlaubnis. Danach nahm er gelegentlich an verbotenen Straßenrennen teil.
Die High School schloss Villeneuve mit der zwölften Klasse ab. Ein reguläres Präsenzstudium an einer Universität kam für ihn nicht in Betracht, da dies zu teuer für seine Eltern gewesen wäre. Darauf begann Villeneuve ein Fernstudium für Maschinenbau, das er aber nicht abschloss. Zwischendurch arbeitete er in der Firma der Eltern seiner späteren Ehefrau Joann Barthe, die er 1970 heiratete. Aus dieser Ehe gingen sein Sohn Jacques Villeneuve (* 1971) sowie eine Tochter (* 1973) hervor. Ab 1979 wohnte Villeneuve mit seiner Familie in Monte Carlo.

## Karriere

### Anfänge im Motorsport (1967–1973)

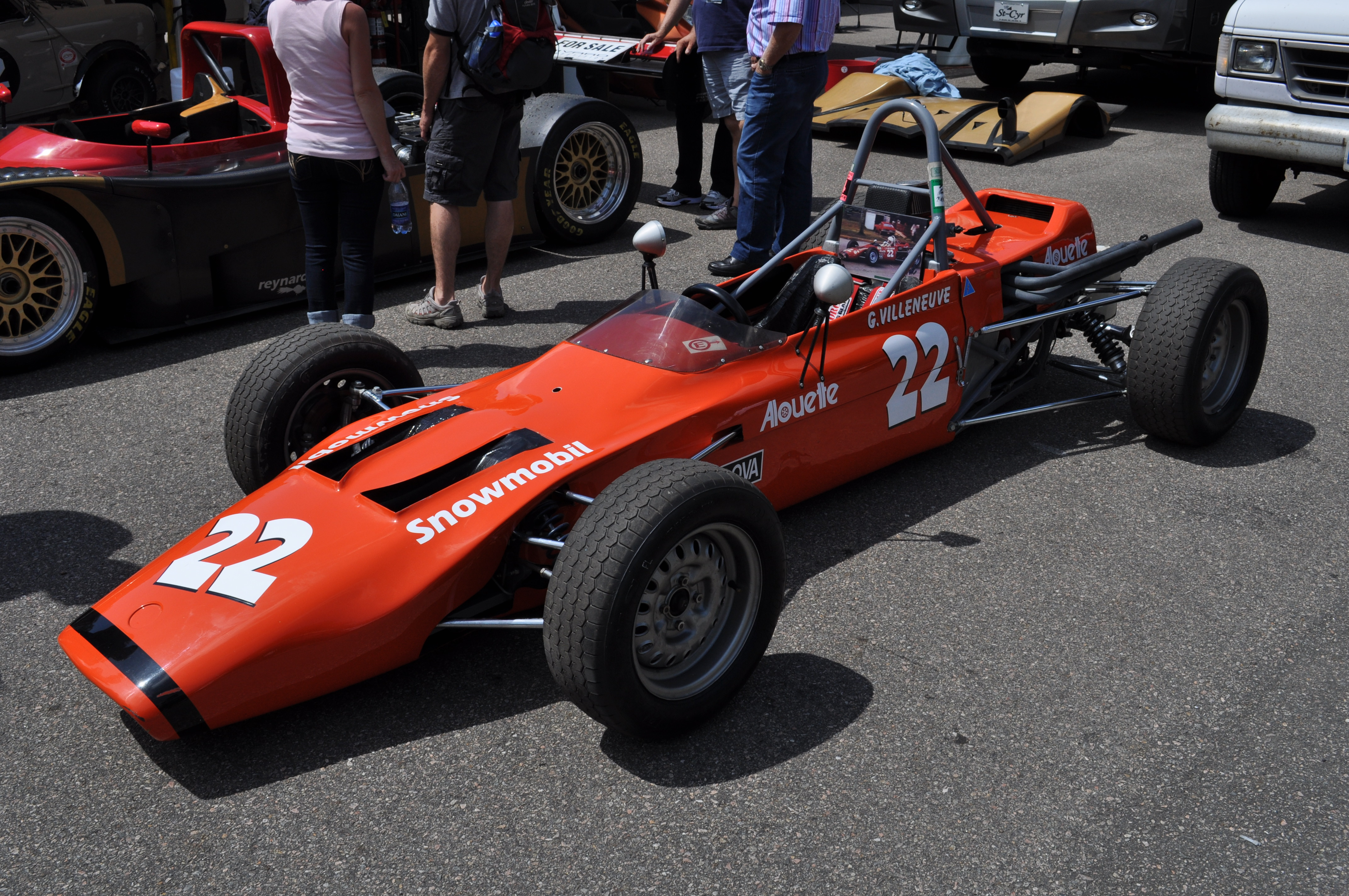
Villeneuves Formel Ford aus dem Jahr 1973

Villeneuves Motorsportkarriere begann 1967 mit lokalen Beschleunigungsrennen. Später arbeitete er in einer Schneemobilfabrik. Er nahm bis 1974 an Schneemobilrennen teil, wurde zunächst Quebec-Meister und im Winter 1974/1975 Weltmeister. In den Sommermonaten besuchte Villeneuve die Jim Russell Racing School, eine professionelle Rennfahrerschule. Sein Lehrer war der ehemalige kanadische Rennfahrer Jacques Couture. Nach dem erfolgreichen Abschluss der Rennfahrerschule und dem Erhalt der Rennfahrerlizenz kaufte Villeneuve einen zwei Jahre alten Formel-B-Wagen, mit dem er 1971 in den Formelsport einstieg und Rennen der Molson Quebec Formula B bestritt. 1973 gewann Villeneuve sieben von zehn Meisterschaftsläufen der Formel Ford Provincial Series Quebec und entschied die Gesamtwertung für sich.

### Atlantic Championship

#### 1974: Lehrjahre
1974 erhielt Villeneuve ein Cockpit bei der Écurie Canada in der neugegründeten Atlantic Championship, die ein nordamerikanisches Gegenstück zur in Europa und Japan etablierten Formel 2 war. In einem March 74B erreichte er beim Saisonauftakt in Westwood den dritten Rang. Nach zwei Ausfällen brach er sich bei einem Unfall in Mosport das linke Bein, sodass er für zwei Rennen verletzt ausfiel. Sechs Wochen nach dem Unfall kehrte Villeneuve in die Meisterschaft zurück. In Halifax fiel er an siebter Stelle liegend nach einem Dreher aus. Er wurde als Neunter gewertet. Villeneuve beendete seine Debütsaison auf dem 16. Gesamtrang. Beim nicht zur Meisterschaft zählenden Rennen in Trois-Rivières schied er nach einer Kollision aus.

#### 1975: Anfangserfolge
1975 wechselte Villeneuve zu GV Racing. Zuvor hatte er mit seinen letzten finanziellen Mitteln einen aktuellen March 75B sowie einen Cosworth-BD-Motor erstanden. Beim ersten Rennen der Saison in Edmonton gab es Probleme mit der Motoreinstellung und Villeneuve wurde Fünfzehnter. Nach der Überarbeitung des Motors kam er in Westwood als Fünfter ins Ziel. Beim dritten Saisonrennen in Gimli, bei dem Villeneuve von Platz 19 startete, gelang ihm sein erster Sieg. Beim folgenden Rennen in Mont-Tremblant wurde er Zweiter. Bei den letzten beiden Rennen schaffte er es nicht unter die ersten Zehn. In der Fahrerwertung verbesserte er sich auf den fünften Platz.

#### 1976: Ohne Konkurrenz
Vor Beginn der Saison 1976 bestritt Villeneuve im Januar ein Rennen der IMSA GT Championship, in der er zusammen mit Maurice Carter einen Chevrolet Camaro fuhr. Sie fielen mit Motorproblemen aus. 1976 trat Villeneuve wieder für die Écurie Canada in einem March 76B an. Er fuhr in der gesamten Saison ohne ernsthafte Konkurrenz. Er gewann sowohl die kanadische (CASC) als auch die US-amerikanische (IMSA) Meisterschaft der Atlantic Championship. Serienübergreifend entschied er nur eins von den Rennen, zu denen er antrat, nicht für sich. In Kanada setzte er sich mit 120 zu 72 Punkten gegen Bertil Roos, in den USA mit 80 zu 45 Punkten gegen Price Cobb durch. Außerdem gewann er den mit Formel-Atlantic-Fahrzeugen ausgetragenen Grand Prix de Trois-Rivieres. Bei dieser Einzelveranstaltung war James Hunt, der Formel-1-Weltmeister der Saison 1976, sein Teamkollege.
Darüber hinaus ging Villeneuve in diesem Jahr erstmals in Europa bei einem Formelrennen an den Start und bestritt für Ron Dennis’ Project Four Racing in einem March 762-Hart das Rennen der Formel-2-Europameisterschaft 1976 im französischen Pau. Er qualifizierte sich für den zehnten Platz und fiel im Rennen mit Motorproblemen aus.

#### 1977: Dritter Titel

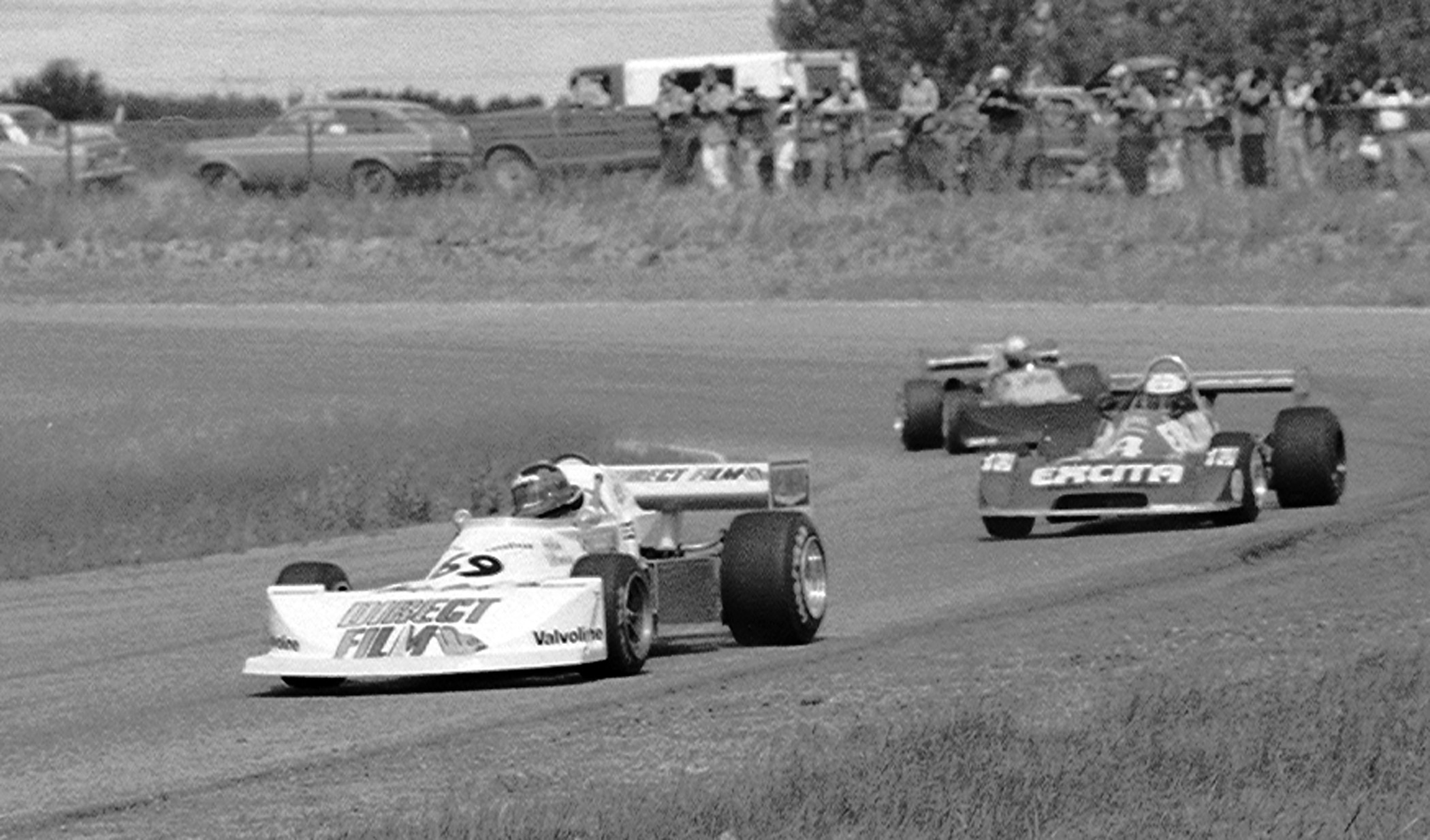
Gilles Villeneuve vor Keke Rosberg in der Atlantic Championship in Edmonton am 3. Juli 1977. Villeneuve erzielte bei diesem Rennen die Pole-Position und den Sieg

1977 begann Villeneuve mit vier Rennen in der südafrikanischen Formula Atlantic. Hier startete er für das Team Valvoline auf einem Chevron B39-Ford. Er belegte den elften Platz in der Fahrerwertung. In der Atlantic Championship bestritt Villeneuve seine vierte Saison und trat für die Écurie Canada in einem March 77B-Ford. Die Saison war gekennzeichnet von Zweikämpfen mit Keke Rosberg. Villeneuve siegte in Edmonton, St. Félicien und Québec und entschied die Meisterschaft mit 114 zu 92 Punkten gegen Bobby Rahal für sich.
Außerhalb des Formelsports bestritt er für Walter Wolf Racing vier Sportwagenrennen im Canadian-American Challenge Cup. Er übernahm dabei das Cockpit von Chris Amon. Bei den Rennen in Watkins Glen, Mosport und Trois-Riveres fiel Villeneuve aus. Allein in Road America kam er als Dritter ins Ziel. In der Schlusstabelle erreichte er mit 16 Punkten den zwölften Gesamtrang. Des Weiteren startete Villeneuve mit Eddie Cheever beim 6-Stunden-Rennen von Mosport, das zur Sportwagen-Weltmeisterschaft zählte, in einem BMW 320i. Villeneuve und Cheever erreichten gemeinsam den dritten Platz im Gesamtklassement und den Klassensieg in der Gruppe 5.

### Formel 1

#### 1977: McLaren Chance und Wechsel zu Ferrari

Das Helmdesign von Villeneuve mit einem stilisierten V an der Rückseite war am Anfang orange/tiefblau, später orangerot/schwarz. Das Design hatte er zusammen mit seiner Frau entworfen.

Neben seinem Titelgewinn in der Atlantic Championship debütierte Villeneuve 1977 in der Formel 1. Für den Großen Preis von Großbritannien erhielt er das dritte Werkscockpit bei McLaren. Villeneuve wurde dem McLaren-Teamchef Teddy Mayer vom Einsatzfahrer Hunt empfohlen, nachdem beide 1976 beim Grand Prix de Trois-Rivieres Teamkollegen gewesen waren. Auch Chris Amon, dessen Cockpit Villeneuve im Canadian-American Challenge Cup übernommen hatte, empfahl McLaren Villeneuve zu engagieren. Villeneuve startete im älteren McLaren M23-8, seine Teamkollegen Hunt und Jochen Mass im neueren McLaren M26.
Insgesamt waren 36 Fahrer gemeldet, so dass eine Vorqualifikation erforderlich war, die Villeneuve bestand. Während Hunt die Pole-Position erzielte, setzte sich Villeneuve als Neunter gegen Mass, der den elften Platz erreichte, durch. Im Rennen ging er auf dem siebten Platz liegend mit einem vermutlich überhitzten Motor an die Box, in der nur ein Defekt am Thermometer festgestellt wurde. Villeneuve verlor dadurch Positionen und kam schließlich mit zwei Runden Rückstand als Elfter ins Ziel. Nach dem Reparaturstopp fuhr er die fünftschnellste Rennrunde. Villeneuve beschrieb seine Herangehensweise an sein erstes Formel-1-Rennen wie folgt:

“This is the fastest car I’ve ever driven, and the fastest track I’ve ever seen. I had to learn both in a short time and the simplest way to find the limit is to go quicker and quicker until you go over it. Then you come back from that a bit, and think about the next corner.”

„Dies ist das schnellste Fahrzeug, das ich jemals gefahren bin und die schnellste Strecke, die ich jemals gesehen habe. Ich musste Beides in einer kurzen Zeit lernen und der einfachste Weg, um das Limit zu finden, ist schneller und schneller zu werden, bis man es überschreitet. Dann geht man davon etwas zurück und denkt über die nächste Kurve nach.“

Es war Villeneuves einziger Einsatz für McLaren, obwohl er ursprünglich für fünf Rennen der Weltmeisterschaft 1977 verpflichtet worden war. Da Mass den Rennstall zum Ende der Saison 1977 verließ, gab es ein freies McLaren-Cockpit 1978. Teamchef Mayer entschied sich jedoch gegen Villeneuve und verpflichtete stattdessen Patrick Tambay, der ein enger Freund Villeneuves war.
Nachdem er keine weiteren Rennen mehr für McLaren absolviert hatte, wurde Villeneuve von der Scuderia Ferrari für die letzten beiden Rennen der Saison 1977 für ein drittes Fahrzeug sowie die Automobil-Weltmeisterschaft 1978 unter Vertrag genommen. Enzo Ferrari war von Villeneuve, der ihn an Tazio Nuvolari erinnerte, beeindruckt. Nachdem Niki Lauda, der bereits als Weltmeister feststand, das Team nach Differenzen mit Enzo Ferrari verlassen hatte, erhielt Villeneuve dessen Cockpit und wurde Teamkollege von Carlos Reutemann. Villeneuve qualifizierte sich für den 17. Platz. In der Schlussphase des Rennens drehte er sich auf der Ölspur von Mario Andretti in der Moss Corner. Beim Beschleunigen des Wagens riss an seinem Ferrari die Gelenkwelle ab und er schied aus, wurde jedoch als Zwölfter gewertet. Beim letzten Saisonrennen, dem Großen Preis von Japan, ging Villeneuve vom 20. Platz ins Rennen. In der sechsten Runde begann er auf der Start-Ziel-Geraden einen Überholversuch gegen Tyrrell-Fahrer Ronnie Peterson. Dabei verbremste sich Villeneuve und kollidierte mit Petersons Tyrrell P34. Infolge des Zusammenstoßes wurde Villeneuves Ferrari ausgehoben und zerbrach hinter der Leitplanke in zwei Teile. Während Villeneuve den Unfall unverletzt überstand, wurden ein Fotograf und ein Sportwart getötet und sieben Zuschauer, die verbotenerweise in diesem Bereich standen, schwer verletzt. Villeneuve gab zur Unfallursache an, dass an seinem Ferrari die Bremsen versagt hätten.

#### 1978: Erster Sieg

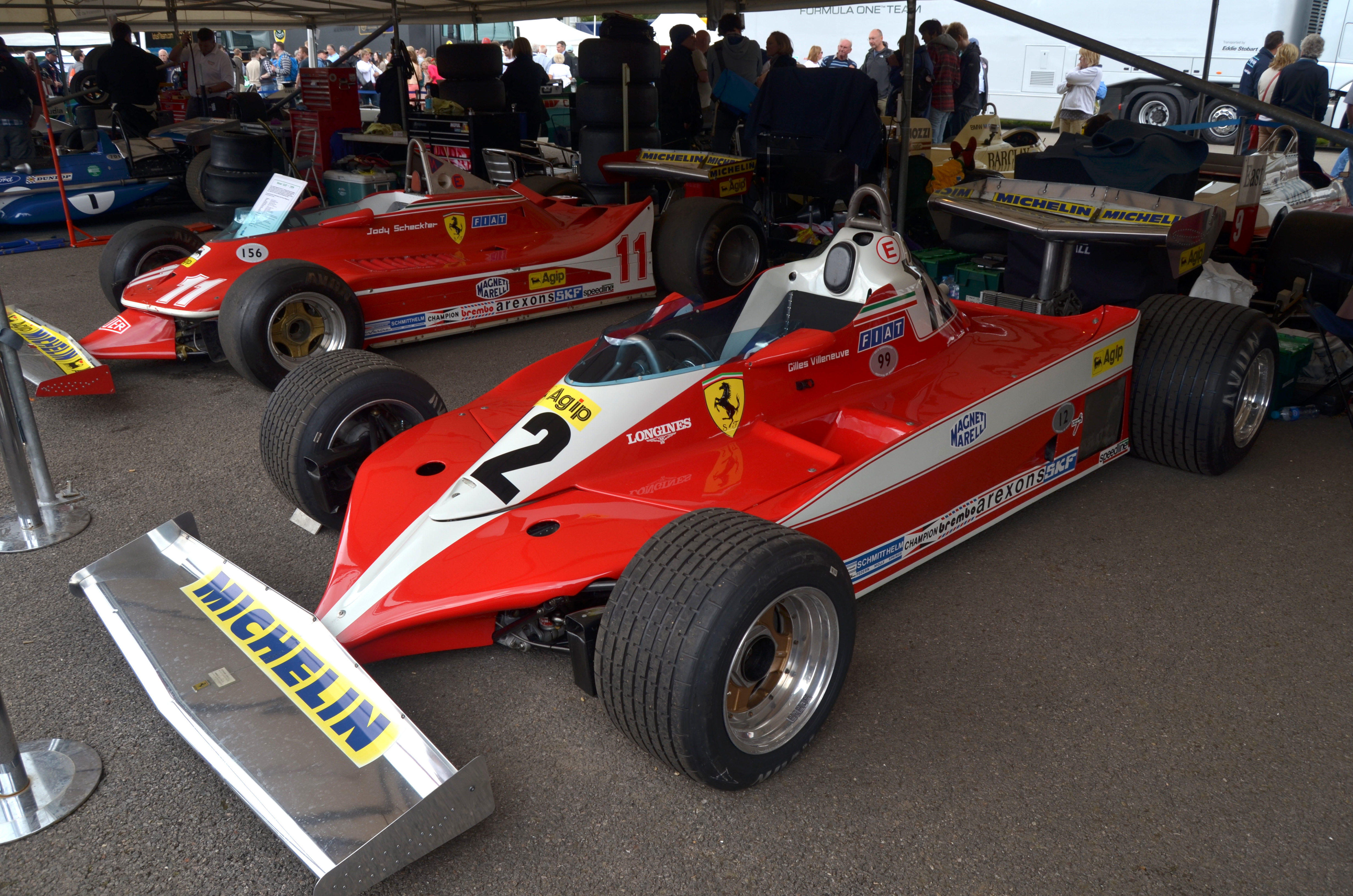
Villeneuves 312T3 der Saison 1978

1978 bildete Villeneuve zusammen mit Reutemann das Fahrerduo von Ferrari. Nach einem achten Platz beim Saisonauftakt in Argentinien schied Villeneuve in Brasilien und Südafrika aus. Im vierten Rennen, dem Großen Preis der USA West lag er erstmals in Führung. Beim Überrunden von Clay Regazzoni kollidierte er jedoch mit ihm und musste den Ferrari abstellen. Nach einem weiteren technischen Defekt in Monaco erzielte Villeneuve in Belgien als Vierter seine ersten Weltmeisterschaftspunkte. Er hatte zwischenzeitlich die zweite Position belegt, war jedoch infolge eines geplatzten Reifens zurückgefallen. Nach fünf punktelosen Rennen gelang Villeneuve beim zwölften Saisonrennen, dem Großen Preis von Österreich, mit dem dritten Platz die erste Podest-Platzierung seiner Formel-1-Karriere. Zwei Rennen später in Italien kam Villeneuve hinter Andretti (Lotus) auf dem zweiten Platz ins Ziel. Wegen eines fehlerhaften Restarts wurde er jedoch mit einer Zeitstrafe von einer Minute belegt und fiel so auf die siebte Position zurück. Beim letzten Saisonrennen in Kanada, das erstmals auf dem Circuit Île-Notre-Dame stattfand, sicherte sich Villeneuve den dritten Startplatz. Nachdem er im Rennen von den Problemen seiner Kontrahenten profitiert hatte, gelang ihm sein erster Formel-1-Sieg. Er schloss die Saison mit 17 Punkten auf dem neunten Platz in der Fahrerweltmeisterschaft ab, während sein Teamkollege Reutemann mit 48 Punkten Dritter wurde.

#### 1979: Zweiter in der Weltmeisterschaft

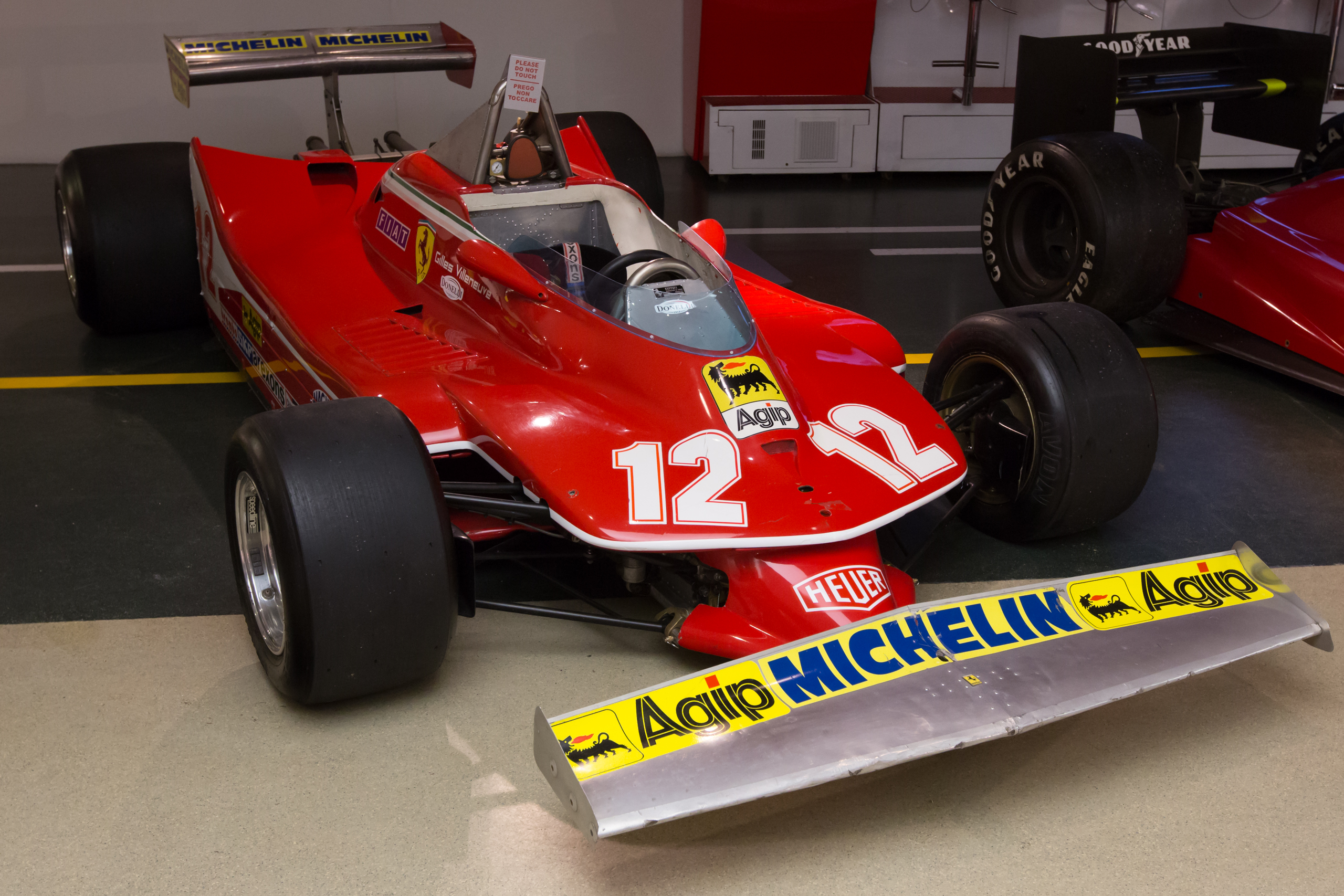
Villeneuves Ferrari 1979 (312T4)

Im Vorfeld der Formel-1-Saison 1979 war lange unklar, ob Villeneuve überhaupt bei Ferrari bleiben würde. Erst als Reutemann zu Lotus wechselte, entschied sich Ferrari für Villeneuve. Sein neuer Teamkollege wurde Jody Scheckter.
Nach punktlosem Saisonauftakt in Argentinien und einem fünften Platz in Brasilien gewann Villeneuve in Südafrika und in den USA West vor seinem Teamkollegen. In den USA West erzielte er zudem die Pole-Position. Nach drei punktelosen Rennen lieferte sich Villeneuve beim Großen Preis von Frankreich in Dijon-Prenois in den letzten Runden ein spektakuläres Rad-an-Rad-Duell um den zweiten Platz mit René Arnoux (Renault). Arnoux überholte zunächst Villeneuve in der drittletzten Runde, doch Villeneuve konterte und holte sich die Position in der zweitletzten Runde wieder zurück. Obwohl die Reifen von Villeneuves Ferrari abgefahren waren, gelang es Villeneuve, den immer wieder ausbrechenden Rennwagen auf der Strecke zu halten. Er verteidigte den zweiten Platz mit einem Vorsprung von 0,24 Sekunden. Arnoux gab danach an, dass man so ein enges Duell auf der Strecke nur gegen einen Fahrer austragen könne, dem man vollständig vertraue. Nach zwei weiteren Rennen ohne Punkte wurde Villeneuve beim Großen Preis von Österreich erneut Zweiter. Zwei Wochen später beim Großen Preis der Niederlande, drehte sich Villeneuve in Führung liegend. Vier Runden später erlitt er einen Reifenschaden hinten links, sodass er sich erneut drehte. Villeneuve fuhr auf drei Reifen zurück an die Box. Da die Aufhängung bei der Fahrt zurück an die Box zu stark beschädigt wurde, konnte er das Rennen jedoch nicht mehr wieder aufnehmen. Bei den nächsten beiden Rennen in Italien und Kanada wurde Villeneuve erneut Zweiter. In Italien gelang Ferrari ein Doppelsieg mit Scheckter als Sieger. Den anschließenden, letzten Grand Prix in den USA Ost gewann Villeneuve. Bei diesem Rennen in Watkins Glen überraschte Villeneuve sämtliche Kollegen mit seiner Performance im Training. Auf nasser Strecke war Villeneuve zwischen neun und elf Sekunden schneller als die Konkurrenten. Am Saisonende unterlag Villeneuve seinem Teamkollegen Scheckter mit 47 zu 51 Punkten und wurde Vizeweltmeister.
1979 hatte Villeneuve mit 1262,5 km die höchste Anzahl an Führungskilometern vorzuweisen, während Jones auf 1142,2 km kam und Scheckter gerade mal die Hälfte mit 701,5 km erreicht hatte.

#### 1980: Turbo-Lehrjahr

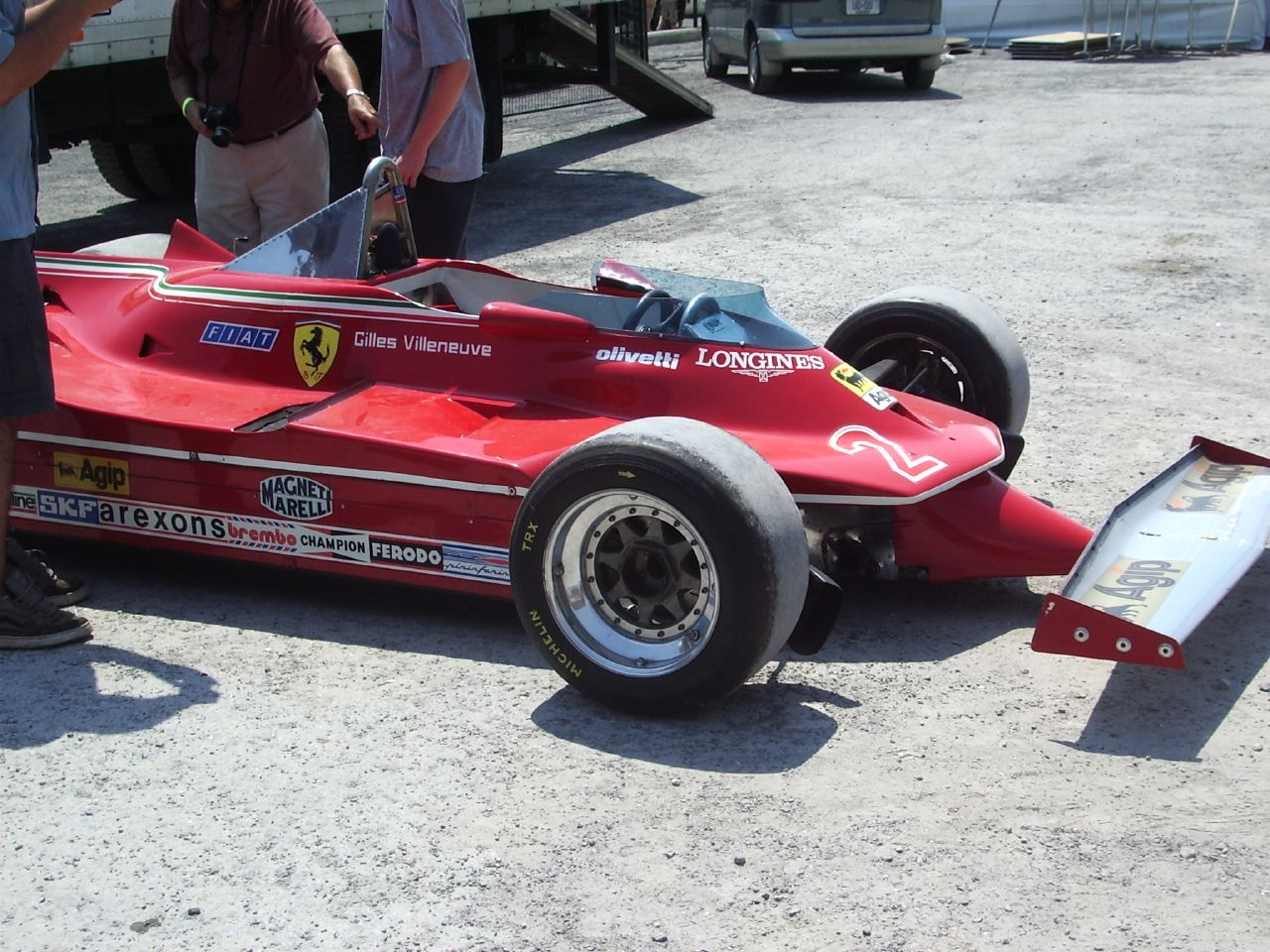
Villeneuves Ferrari 312T5 der Formel-1-Saison 1980

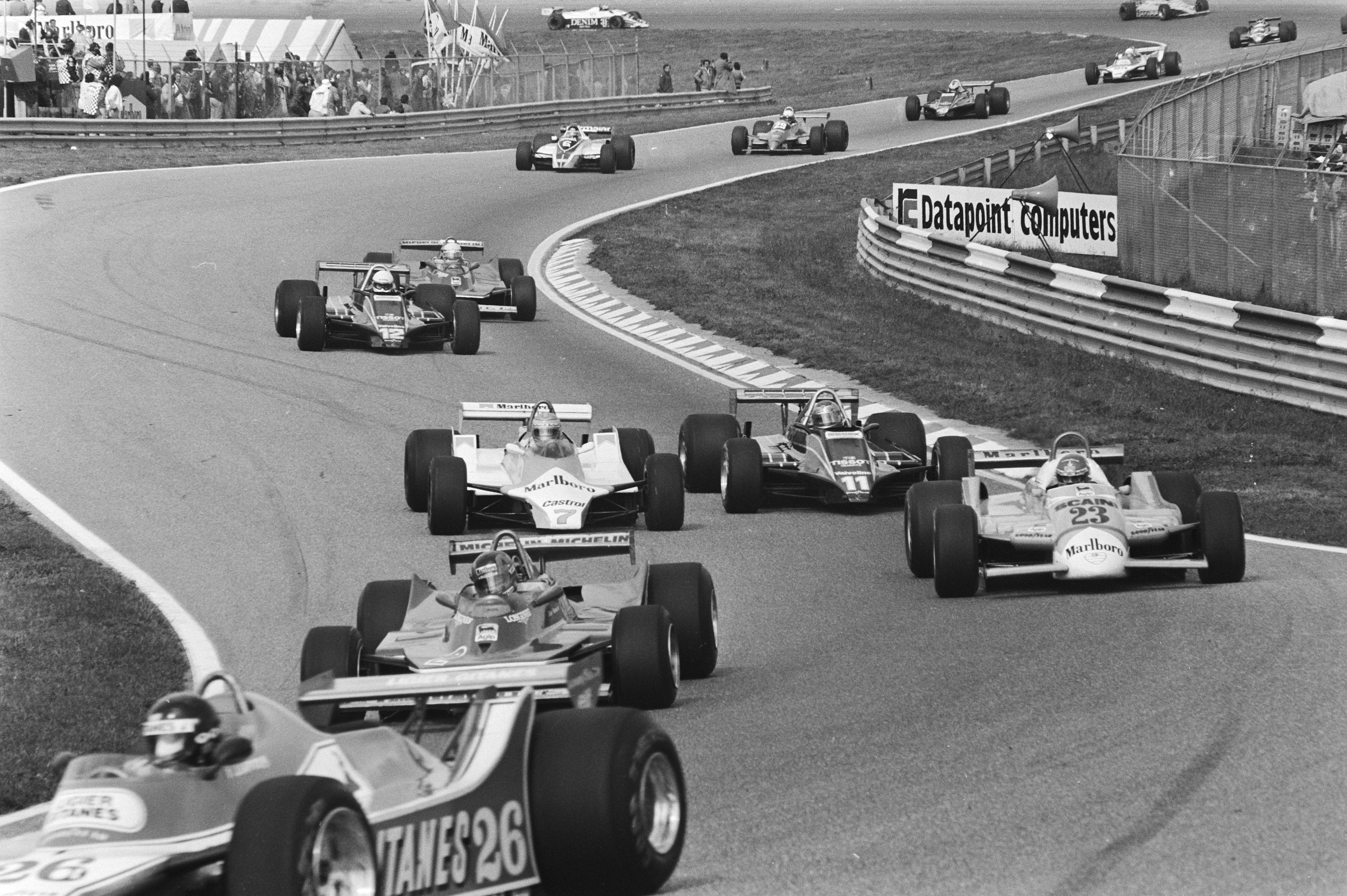
Villeneuve im Zweikampf mit Ligier-Pilot Jacques Laffite beim Großen Preis der Niederlande

1980 bildeten Villeneuve und Scheckter erneut das Ferrari-Fahrerduo.
Bei den Saisonauftaktrennen in Argentinien, Brasilien und Südafrika gab es für Ferrari Doppelausfälle. Erst beim Großen Preis der USA West fuhr Scheckter mit Platz fünf die ersten Weltmeisterschaftspunkte ein, während Villeneuve erneut mit technischen Problemen ausgeschieden war. In Belgien und Monaco fuhr Villeneuve mit Rang sechs und fünf die ersten drei Punkte ein. Nach der Hälfte der Saison, die mit dem Großen Preis von Frankreich und einem achten Platz Villeneuves beschlossen worden war, hatte Ferrari lediglich fünf Punkte eingefahren.
Nach technischen Problemen in Großbritannien und Rang sechs in Deutschland brachten auch die Weltmeisterschaftsläufe in Österreich und in den Niederlanden keine Punktgewinne für Ferrari. Beim Großen Preis von Italien testete Villeneuve erstmals den 1,5-Liter-Turbo-Ferrari-Motor der nächsten Saison. Mit dem 126 C/049 genannten Wagen qualifizierte er sich auf den achten Platz. Das Fahrzeug wurde jedoch noch nicht im Rennen eingesetzt. Hier fiel Villeneuve durch einen schweren Unfall in der sechsten Runde beim Anbremsen der Tosa-Kurve aus. Der Ferrari schoss nach dem Reifendefekt geradeaus und prallte mit hoher Geschwindigkeit in die Mauer, dabei wurde er in Höhe der Kupplung auseinandergerissen. Während Getriebe und Radaufhängungen senkrecht an einer Bande hochstiegen, verfehlte der Rest des Wagens mit Villeneuve an Bord beim Zurückschleudern auf die Strecke die nachfolgenden Wagen äußerst knapp. Villeneuve schaffte es, sich aus eigener Kraft aus dem Wrack zu befreien und in Sicherheit zu bringen, wobei noch immer nachfolgende Fahrzeuge die Unfallstelle mit hoher Geschwindigkeit passierten. Beim darauf folgenden Rennen in Kanada holte Villeneuve mit einem fünften Platz die letzten Weltmeisterschaftspunkte der Saison, da er beim Saisonabschluss in den USA Ost durch einen Dreher ausfiel.
Am Saisonende hatte Villeneuve sechs und Scheckter zwei Punkte erzielt. Villeneuve lag damit auf dem 14. Gesamtrang.

#### 1981: Im Aufwind

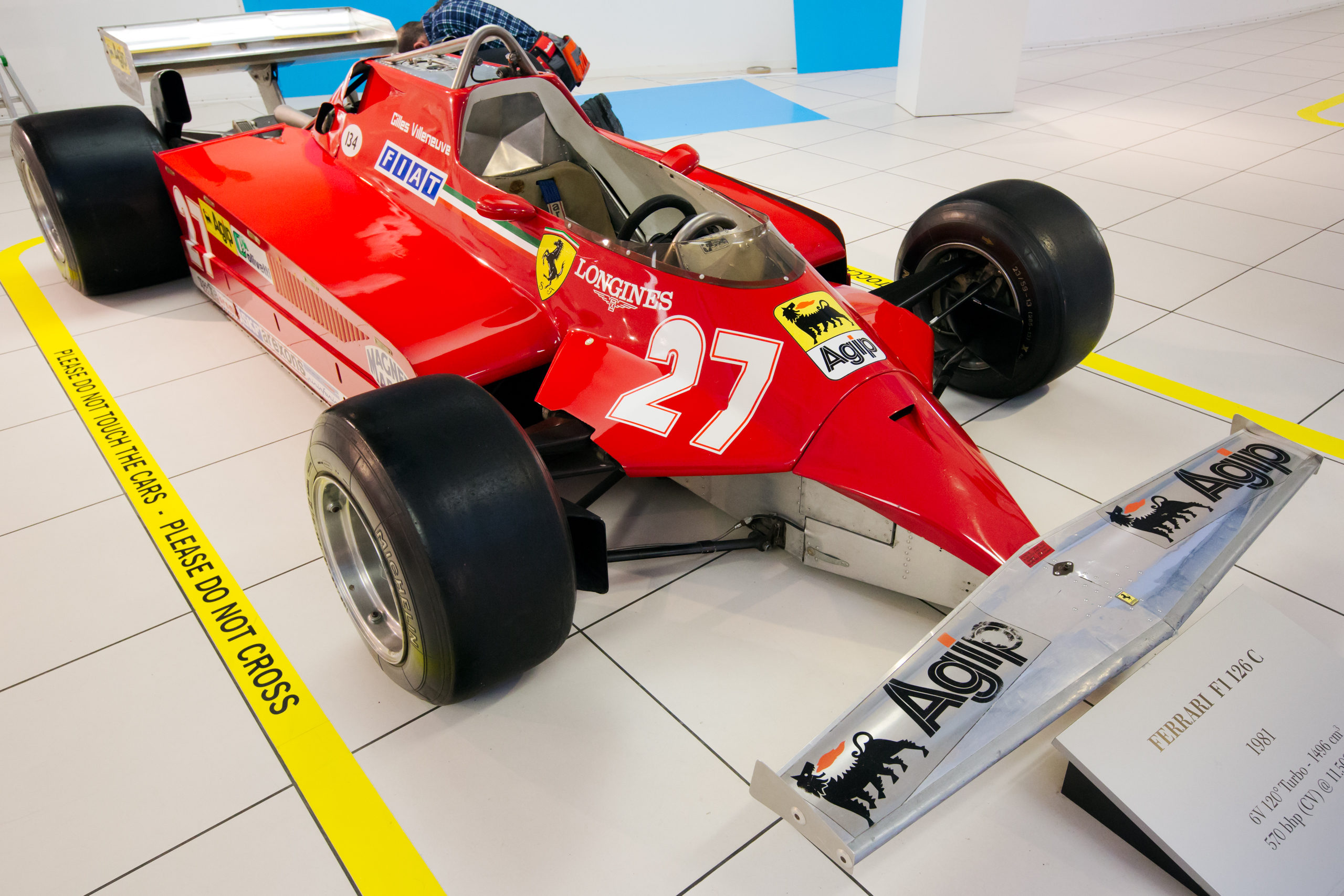
Villeneuves Ferrari 126 CK mit der Startnummer 27 in der Formel-1-Saison 1981

Nachdem Scheckter nach Ablauf der Saison 1980 zurückgetreten war, wurde Didier Pironi in der Formel-1-Weltmeisterschaft 1981 Villeneuves neuer Teamkollege. Villeneuve beklagte sich im Lauf der Saison wiederholt über das seiner Meinung nach schlechte Ferrari-Chassis 126CK. In den ersten drei Rennen der Saison in den USA West, Brasilien und Argentinien sahen weder Villeneuve noch Pironi die Zielflagge. Beim erstmals ausgetragenen Großen Preis von San Marino erzielte Villeneuve seine letzte Pole-Position. Im Rennen fuhr er zusätzlich die schnellste Runde. Zum Sieg reichte es jedoch nicht, da er bei wechselnden Wetterbedingungen auf die falschen Reifen gesetzt hatte. Er wurde Siebter. Nach einem vierten Platz in Belgien gewann Villeneuve in Monaco und Spanien zwei Rennen in Folge. Es waren zugleich die ersten Siege für einen Ferrari mit Turbomotor. In Spanien ging er vom siebten Platz ins Rennen und übernahm die Führung in der 14. Runde. Mehrere Fahrer lagen bis zum Rennende direkt hinter ihm. Villeneuve hatte sein Auto so abgestimmt, dass er auf den Geraden der Schnellste war, während er sich in den Kurven gegen seine Kontrahenten mit besser liegenden Fahrzeugen verteidigte. Beim Zieleinlauf lagen die ersten fünf Fahrer innerhalb von 1,24 Sekunden. Dieser Sieg war zugleich Villeneuves letzter Formel-1-Sieg. In den folgenden sechs Rennen blieb Villeneuve ohne Punkte. Erst beim vorletzten Saisonrennen in Kanada erzielte er mit einem dritten Platz eine weitere Podest-Platzierung. Beim letzten Rennen in Las Vegas fiel er an dritter Stelle liegend mit einem technischen Defekt aus. Zu diesem Zeitpunkt war der unwissende Villeneuve von der Rennleitung wegen Überfahrens seiner Startmarkierung bereits disqualifiziert worden. Mit 25 Punkten beendete er die Weltmeisterschaft auf dem siebten Platz, während Pironi mit neun Punkten Dreizehnter wurde.

#### 1982: Die letzten Rennen

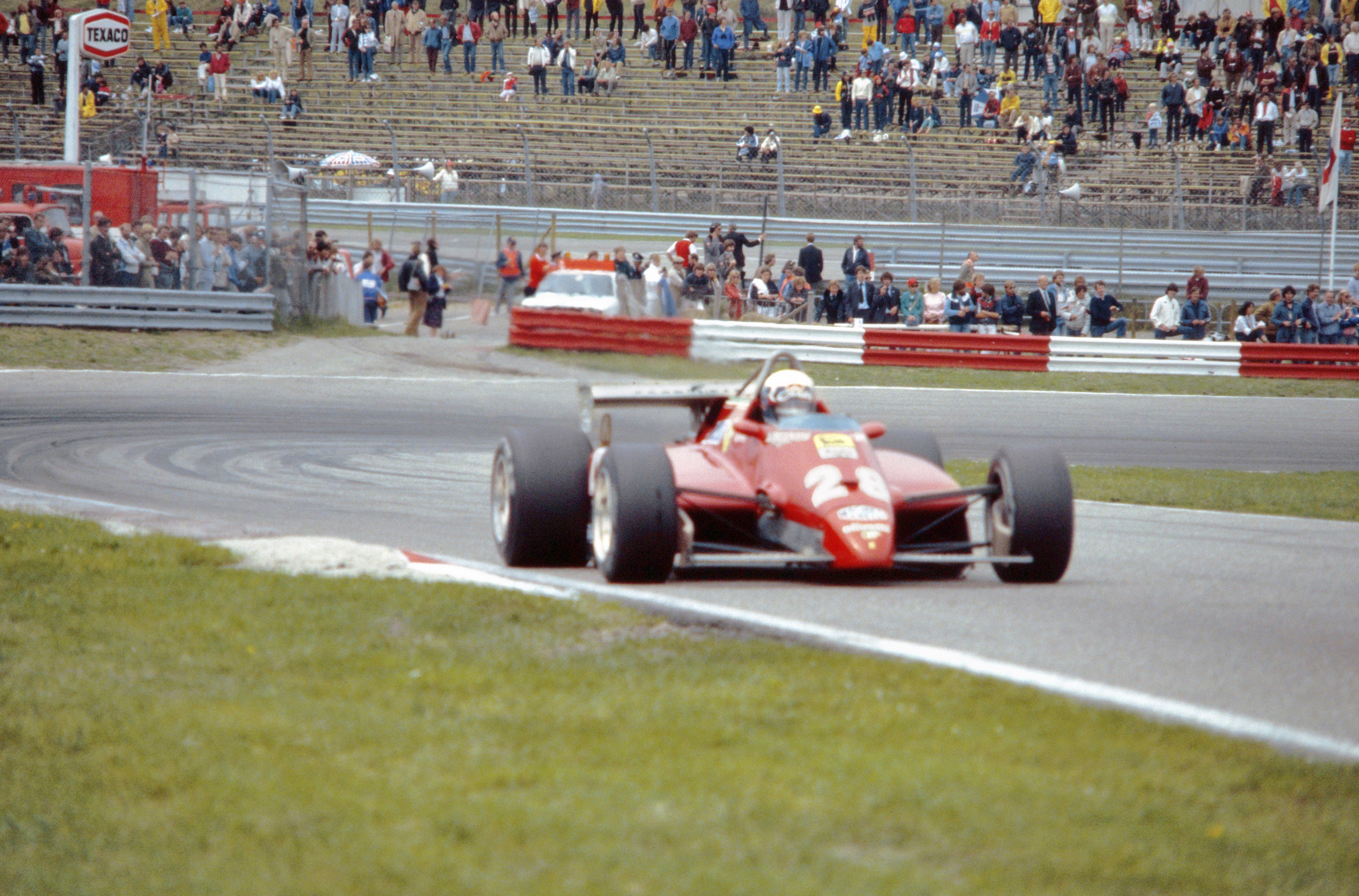
Pironi mit dem baugleichen Ferrari 126C2, mit dem Villeneuve in Zolder tödlich verunglückte

1982 blieb die Fahrerpaarung Villeneuve und Pironi bei Ferrari unverändert. Beim Saisonauftakt in Südafrika qualifizierte sich Villeneuve mit seinem Ferrari 126C2 für die dritte Startposition. Im Rennen blieb er bis zu seinem technisch bedingten Ausfall in der siebten Runde Dritter. In Brasilien belegte Villeneuve die Pole-Position. Im Rennen schied er in Führung liegend nach einer Kollision mit Nelson Piquet (Brabham) aus. Villeneuve kam nach den Ausfällen in den ersten beiden Rennen beim Großen Preis der USA West auf dem dritten Platz ins Ziel, wurde aber wegen eines als nicht regelkonform eingestuften doppelten Heckflügels disqualifiziert.
Das vierte Rennen, der Große Preis von San Marino, wurde von mehreren Teams aufgrund von Streitigkeiten zwischen der FOCA und FISA boykottiert, sodass nur sieben überwiegend kontinentaleuropäische Rennställe am Grand Prix teilnahmen. Nachdem beide Renaults ausgefallen waren, hatte Ferrari keine Konkurrenten um den Sieg. Villeneuve führte das Rennen in der Schlussphase an und wähnte sich, nachdem der Ferrari-Kommandostand die beiden Fahrer mittels des Boxenschildes SLOW angewiesen hatte, langsamer zu fahren und Kraftstoff zu sparen, gegenüber seinem Teamkollegen Pironi in Sicherheit. Villeneuve nahm an, dass diese Anweisung ein Überholverbot implizierte. Allerdings überholte Pironi Villeneuve in der letzten Runde und gewann das Rennen. Villeneuve, fassungslos über Pironis Verhalten, verzichtete auf die Ehrenrunde und verließ sofort nach der Siegerehrung die Rennstrecke. Er schwor sich, nie wieder mit Pironi zu sprechen.
Die Frage, ob es eine Stallorder gegeben hat oder nicht, wurde kontrovers diskutiert. Nach dem Rennen äußerten sich die Beteiligten wie folgt:

„Pironi hat den Boxenbefehl SLOW nicht erfüllt, Villeneuve also Grund zur Beschwerde. Aber ich war selber einmal Rennfahrer und kenne den Siegeshunger der Piloten.“

„Ferrari hat nie Stallorder! Erst wenn es direkt um den WM-Titel geht, geben wir unseren Fahrern Empfehlungen – vorher nur Vorschläge, Informationen. Ich verlasse mich auf meine Fahrer, aber ich sitze ja nicht im Auto.“

Pironi selbst bestritt jedwede Stallorder. Villeneuve dagegen reiste nach dem Rennen nach Kanada, wo er sich mit Walter Wolf traf. Sie verständigten sich im Geheimen darauf, in der Saison 1983 ein eigenes Team unter dem Namen Team Wolf-Villeneuve an den Start zu bringen. Hierfür sollten Peter Warr als Rennleiter, Gérard Ducarouge als Konstrukteur und eine Tabakmarke als Sponsor fungieren.

#### 1982: Unfalltod in Zolder
Zwei Wochen später, am 8. Mai, verunglückte Villeneuve im Qualifying zum fünften Saisonlauf, dem Großen Preis von Belgien auf dem Circuit Zolder, tödlich.
Nach dem Rennen in Imola war es zwischen Villeneuve und Pironi zu einem Zerwürfnis gekommen. Ein zuvor vom Teamchef Mauro Forghieri vorgeschlagenes Versöhnungsgespräch wurde von beiden Piloten ignoriert. Pironi hatte in Zolder mit 1:16,501 Minuten Villeneuves Bestzeit von 1:16,616 Minuten unterboten. Villeneuve, der diese Niederlage nicht hinnehmen wollte, beschloss daher, mit gebrauchten Qualifikationsreifen in den letzten fünfzehn Minuten der Qualifikation noch einmal auf die Strecke zu gehen, um seine Zeit zu verbessern. Die Aufforderung seiner Crew, nach der Outlap wieder an die Box zu kommen, ignorierte er.
Um 13:52 Uhr lief Villeneuve in der Hochgeschwindigkeitskurve Butte auf den RAM-Fahrer Mass auf, der sich auf seiner Auslaufrunde befand. Die Geschwindigkeitsdifferenz beider Wagen betrug etwa 100 km/h. Als Villeneuve zum Überholen auf der rechten Seite ansetzte, wechselte Mass ebenfalls nach rechts, um die Ideallinie, die sich links befand, freizumachen. Villeneuve hatte keine Chance zu reagieren. Mit etwa 270 km/h berührte der linke Vorderreifen des Ferraris den rechten Hinterreifen des Marchs. Durch die Katapultwirkung stieg Villeneuves Wagen in die Luft, überschlug sich und prallte mit der Front voran auf einen Erdwall. Beim Aufprall zerbrach der größtenteils aus Aluminium gefertigte Rumpf des Ferraris in zwei Teile, wobei die Radaufhängung weggerissen und Villeneuve, noch an der Sitzrückwand angeschnallt, aus dem Cockpit quer über die Fahrbahn in einen Fangzaun geschleudert wurde. Villeneuve war dabei so großen Fliehkräften ausgesetzt, dass er dabei Helm, Feuerschutzhaube, Schuhe und Strümpfe verlor.
Ein Streckensicherungsfahrzeug mit einem Arzt war innerhalb von Sekunden am Unfallort, Villeneuve wurde mit Herzdruckmassagen und Mund-zu-Mund-Beatmung erste Hilfe geleistet. Der äußerlich unverletzt scheinende, jedoch bewusstlose Villeneuve wurde auf der Ladefläche eines Wagens der Streckensicherung, einem Ford Granada Turnier, unter Aufsicht des Neurochirurgen und leitenden Arztes der Formel 1 Sid Watkins abtransportiert. Elf Minuten nach dem Unfall brachte ein Helikopter Villeneuve in das Universitätsklinikum in Löwen. Hier wurden eine Fraktur des zweiten und dritten Halswirbels sowie die Durchtrennung des Rückenmarks diagnostiziert. Nach der Abschaltung der lebenserhaltenden Systeme wurde Villeneuves Tod vom Hospital bekanntgegeben. Er starb um 21:12 Uhr Ortszeit.
Mass schilderte den Unfall folgendermaßen:

„Nachdem ich meine Quali-Runde gefahren hatte, rollte ich daher recht langsam Richtung Boxengasse. Direkt auf der Kuppe kurz hinter einer Brücke sah ich im Rückspiegel einen Ferrari heranbrausen. Da ich ziemlich in der Mitte der Strecke fuhr, wich ich gleich nach rechts aus. Villeneuve kam so schnell an – er wusste nicht, ob ich nach links fahre oder rechts bleibe – und wollte rechts vorbei, obwohl links die schnellere Spur gewesen wäre. Ich spürte zwei weiche Schläge, einen aufs Hinterrad, einen auf das Vorderrad. Beim ersten Aufprall sah ich schon den Helm wegfliegen und dann schleuderte es ihn samt Sitz und Alu-Rückenplatte aus seinem Ferrari.“

Villeneuve war nach Ronnie Peterson, der 1978 tödlich verunglückte, der bis dahin 28. Fahrer, der im Rahmen eines Formel-1-Rennens – beim Training oder dem Rennen selbst – ums Leben kam. Im selben Jahr verunglückte Riccardo Paletti beim Großen Preis von Kanada ebenfalls tödlich.
Ferrari zog anschließend Pironi vom Rennen zurück. Nach drei Rennen mit nur einem Fahrzeug für Pironi übernahm Tambay ab dem neunten Rennen Villeneuves Cockpit. Pironi verunglückte im weiteren Saisonverlauf schwer und beendete aufgrund der Verletzungen seine Formel-1-Karriere. Er starb fünf Jahre später bei einem Rennbootunfall.
Villeneuves Leichnam wurde mit einem Militärflugzeug nach Kanada überführt, wo er in einem offenen Sarg mit Handschuhen und Helm in seinem Heimatort Berthierville aufgebahrt wurde. Sein ehemaliger Teamkollege Pironi war bei den Trauerfeierlichkeiten unerwünscht. Villeneuves Urne wurde am 12. Mai 1982 auf dem Cimetière de Berthierville beigesetzt. An den Trauerfeierlichkeiten nahmen neben Jacques Laffite als einzigem Fahrerkollegen über 1000 Menschen teil. Unter den Gästen waren Premierminister Pierre Trudeau und andere öffentliche Persönlichkeiten wie der ehemalige Formel-1-Rennfahrer Jody Scheckter.
Wochen nach dem Unfall sprach die FISA die alleinige Schuld an dem Unfall Villeneuve zu; Mass wurde vom Verdacht der Unachtsamkeit freigesprochen. Diese Auffassung vertraten nicht alle Piloten, darunter Lauda und Pironi. Nach einem weiteren schweren Unfall wenige Rennen später beendete Mass nach dem Großen Preis von Frankreich seine Formel-1-Karriere. Enzo Ferraris Bemühen, die Nummer 27 als Tribut an Villeneuve dauerhaft sperren zu lassen, wurde durch die FISA verhindert.

## Rezeption

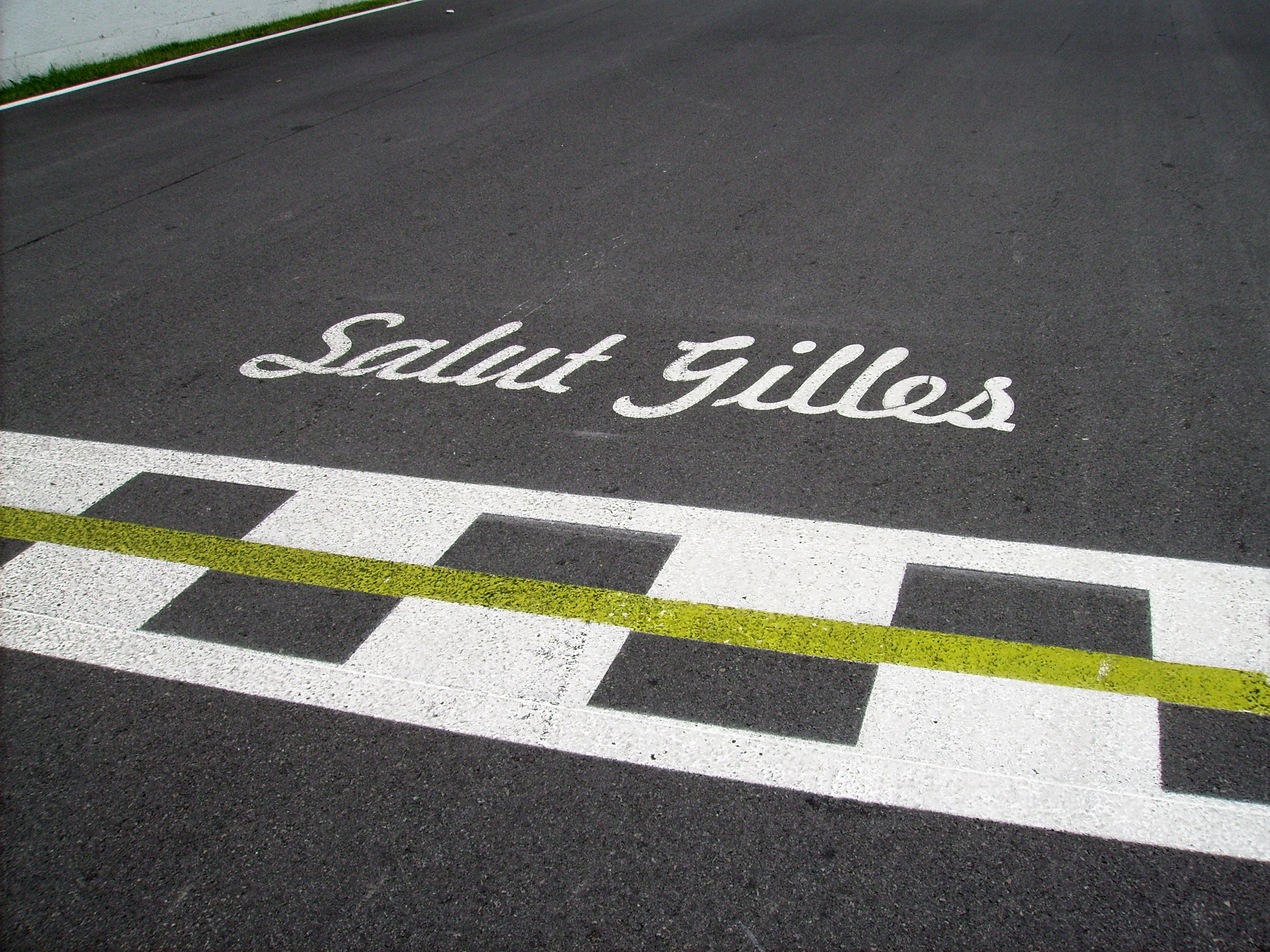
Die Startlinie des Circuit Gilles Villeneuve

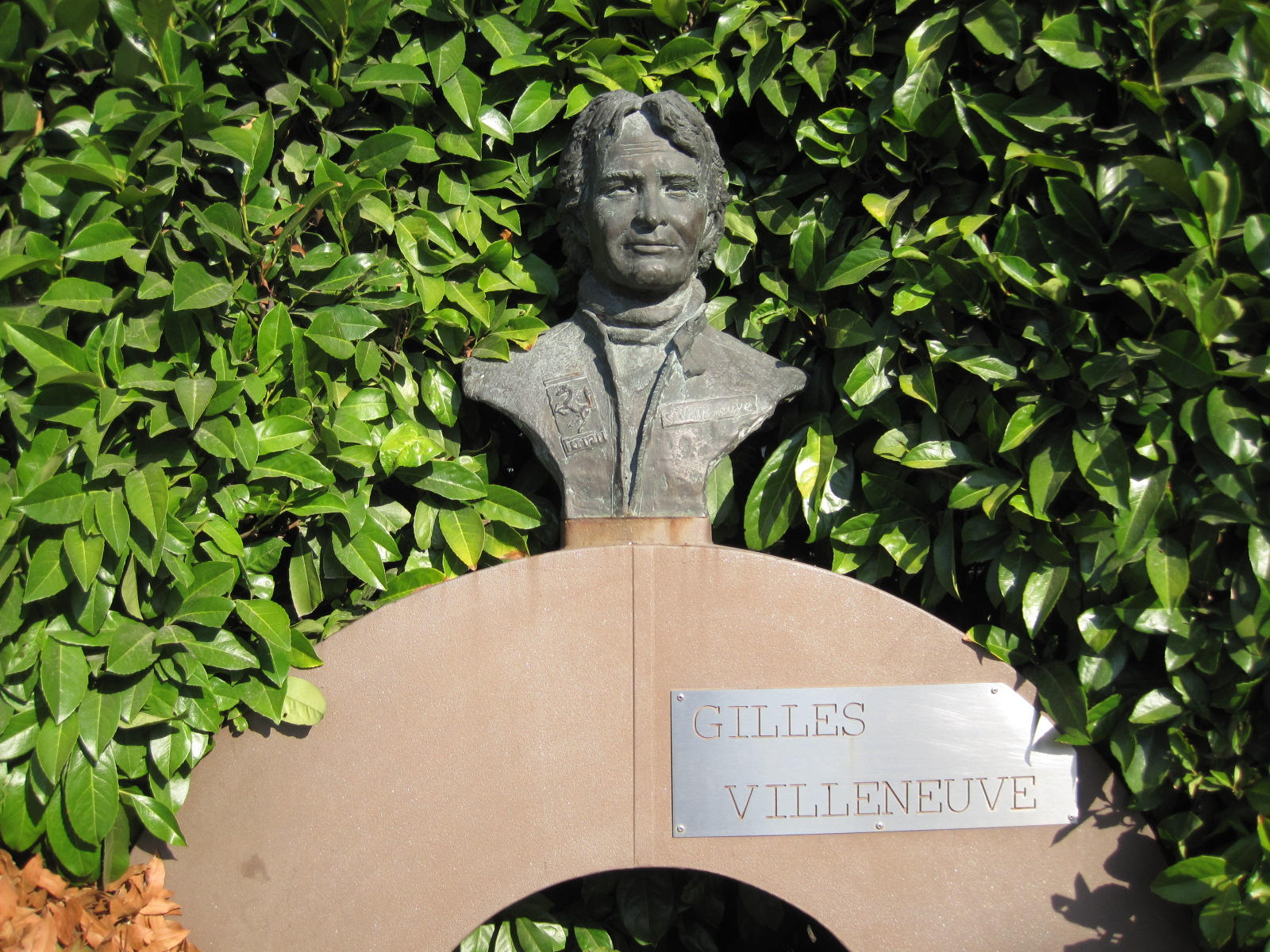
Die Büste Villeneuves am Eingang zur Rennstrecke in Fiorano

Der Circuit Île-Notre-Dame in Montreal wurde am 12. Juni 1982 während des Großen Preises von Kanada nach Gilles Villeneuve benannt.
Seine Heimatstadt Berthierville hat eine Hauptstraße nach Villeneuve benannt und eine lebensgroße Bronzestatue errichtet. Das örtliche Stadtmuseum erinnert in einer Dauerausstellung an das Leben und Wirken Villeneuves. 1983 wurde Villeneuve in die Hall of Fame des kanadischen Sports aufgenommen.
In Fiorano wurde die Zufahrtsstraße zur Ferrari-Teststrecke Pista di Fiorano nach Villeneuve benannt; vor deren Eingang steht eine Bronzebüste des Rennfahrers.
Auf dem Rennkurs in Zolder erinnert heute ein steinernes Ahornblatt an Gilles Villeneuve. Am Unfallort in Zolder wurde nach dem Unfall zur Geschwindigkeitsreduzierung eine neue Schikane eingefügt; dieser Streckenabschnitt bekam den Namen Gilles-Villeneuve-Chicane. Ebenso wurde in Imola auf der Rennstrecke Autodromo Enzo e Dino Ferrari die Kurvenkombination Variante Villeneuve nach Gilles Villeneuve benannt.
2009 brachte die Österreichische Post einen vierteiligen Briefmarkenblock mit dem Titel „Formel-1-Legenden“ heraus. Neben Bernie Ecclestone, James Hunt und Wolfgang Graf Berghe von Trips ist Gilles Villeneuve eine Marke gewidmet.
Dreißig Jahre nach seinem Tod, am 8. Mai 2012, fuhr sein Sohn Jacques Villeneuve im Ferrari 312T4 auf der Pista di Fiorano Demonstrationsrunden zu Ehren seines Vaters.
In Veröffentlichungen wurde die Rezeption untersucht. Für den US-Soziologen Andrei S. Markovits trugen die Siege der französischsprachigen Kanadier Gilles und Jacques Villeneuve beim Großen Preis von Kanada zur Popularisierung des Rennsports bei, indem sie eine Abgrenzung von den Sportarten erlaubten, die im englischsprachigen Kanada beliebt sind. Der aus Montreal stammende Filmemacher Kevin Tierney, der die englisch-französischen Spannungen in seinen Werken wiederholt thematisiert hat, plant unter dem Titel Gilles et Joann eine Verfilmung der frühen Karrierejahre. Desirée Citro hat die Rolle der Sportpresse bei der Mythenbildung dargestellt.

## Statistik

### Karrierestationen
| - 1971: Molson Quebec Formula B (Platz 18) - 1973: Formel Ford Provincial Series Quebec (Meister) - 1974: Atlantic Championship (Platz 16) - 1975: Atlantic Championship (Platz 5) - 1976: Atlantic Championship, CASC (Meister) - 1976: Atlantic Championship, IMSA (Meister) | - 1976: Formel 2 - 1977: Atlantic Championship (Meister) - 1977: Südafrikanische Formel Atlantic (Platz 11) - 1977: Canadian-American Challenge Cup (Platz 12) - 1977: Formel 1 | - 1978: Formel 1 (Platz 9) - 1979: Formel 1 (Platz 2) - 1980: Formel 1 (Platz 14) - 1981: Formel 1 (Platz 7) - 1982: Formel 1 (Platz 15) |

### Einzelergebnisse in der Atlantic Championship
| Jahr        | Team          | Chassis   | Motor | 1   | 2   | 3   | 4   | 5   | 6   | 7   | 8   | Punkte | Rang |
| ----------- | ------------- | --------- | ----- | --- | --- | --- | --- | --- | --- | --- | --- | ------ | ---- |
| 1974        | Écurie Canada | March 74B | Ford  | WES | EDM | GIM | MOS | SAN | STJ | HAL | TRO | 27     | 16.  |
| 1974        | Écurie Canada | March 74B | Ford  | 3   | 22  | 18  | 15  | INJ | INJ | 9   | 32  | 27     | 16.  |
| 1975        | GV Racing     | March 75B | Ford  | EDM | WES | GIM | MTR | MOS | HAL | TRO |     | 69     | 5.   |
| 1975        | GV Racing     | March 75B | Ford  | 15  | 5   | 1   | 2   | 17  | 14  | 15  |     | 69     | 5.   |
| 1976 (CASC) | Écurie Canada | March 76B | Ford  | EDM | WES | GIM | MTR | HAL | MOS | TRO |     | 120    | 1.   |
| 1976 (CASC) | Écurie Canada | March 76B | Ford  | 1   | 18  | 1   | 1   | 1   | DNA | 1   |     | 120    | 1.   |
| 1976 (IMSA) | Écurie Canada | March 76B | Ford  | RO1 | LA1 | ONT | MDO | RO2 | LA2 |     |     | 80     | 1.   |
| 1976 (IMSA) | Écurie Canada | March 76B | Ford  | 1   | 1   | 1   |     | 1   |     |     |     | 80     | 1.   |
| 1977        | Écurie Canada | March 77B | Ford  | MOS | GIM | EDM | WES | HAL | STF | TRO | QUE | 114    | 1.   |
| 1977        | Écurie Canada | March 77B | Ford  | 2   | 19  | 1   |     | 21  | 1   | 4   | 1   | 114    | 1.   |

Anmerkungen
1. ↑  Der Grand Prix Labatt de Trois-Rivières 1974 zählte nicht zur Meisterschaft, sodass keine Punkte vergeben wurden.
2. ↑  Der Grand Prix Labatt de Trois-Rivières 1975 zählte nicht zur Meisterschaft, sodass keine Punkte vergeben wurden.
3. ↑  Der Grand Prix Labatt de Trois-Rivières 1976 zählte nicht zur Meisterschaft, sodass keine Punkte vergeben wurden.
4. ↑  Der Grand Prix Labatt de Trois-Rivières 1977 zählte nicht zur Meisterschaft, sodass keine Punkte vergeben wurden.

| Legende  | Legende            | Legende                                                          |
| Farbe    | Abkürzung          | Bedeutung                                                        |
| -------- | ------------------ | ---------------------------------------------------------------- |
| Gold     | –                  | Sieg                                                             |
| Silber   | –                  | 2. Platz                                                         |
| Bronze   | –                  | 3. Platz                                                         |
| Grün     | –                  | Platzierung in den Punkten                                       |
| Blau     | –                  | Klassifiziert außerhalb der Punkteränge                          |
| Violett  | DNF                | Rennen nicht beendet (did not finish)                            |
| Violett  | NC                 | nicht klassifiziert (not classified)                             |
| Rot      | DNQ                | nicht qualifiziert (did not qualify)                             |
| Rot      | DNPQ               | in Vorqualifikation gescheitert (did not pre-qualify)            |
| Schwarz  | DSQ                | disqualifiziert (disqualified)                                   |
| Weiß     | DNS                | nicht am Start (did not start)                                   |
| Weiß     | WD                 | zurückgezogen (withdrawn)                                        |
| Hellblau | PO                 | nur am Training teilgenommen (practiced only)                    |
| Hellblau | TD                 | Freitags-Testfahrer (test driver)                                |
| ohne     | DNP                | nicht am Training teilgenommen (did not practice)                |
| ohne     | INJ                | verletzt oder krank (injured)                                    |
| ohne     | EX                 | ausgeschlossen (excluded)                                        |
| ohne     | DNA                | nicht erschienen (did not arrive)                                |
| ohne     | C                  | Rennen abgesagt (cancelled)                                      |
| ohne     | keine WM-Teilnahme |                                                                  |
| sonstige | P/fett             | Pole-Position                                                    |
| sonstige | 1/2/3/4/5/6/7/8    | Punktplatzierung im Sprint-/Qualifikationsrennen                 |
| sonstige | SR/kursiv          | Schnellste Rennrunde                                             |
| sonstige | *                  | nicht im Ziel, aufgrund der zurückgelegten Distanz aber gewertet |
| sonstige | ()                 | Streichresultate                                                 |
| sonstige | unterstrichen      | Führender in der Gesamtwertung                                   |

### Einzelergebnisse in der Formel-2-Europameisterschaft
| Jahr | Team                | Chassis   | Motor | 1   | 2 | 3 | 4 | 5 | 6 | 7 | 8 | 9 | 10 | 11 | 12 | Punkte | Rang |
| ---- | ------------------- | --------- | ----- | --- | - | - | - | - | - | - | - | - | -- | -- | -- | ------ | ---- |
| 1976 | Project Four Racing | March 762 | Hart  |     |   |   |   |   |   |   |   |   |    |    |    | 0      | –    |
| 1976 | Project Four Racing | March 762 | Hart  | DNF |   |   |   |   |   |   |   |   |    |    |    | 0      | –    |

| Legende  | Legende            | Legende                                                          |
| Farbe    | Abkürzung          | Bedeutung                                                        |
| -------- | ------------------ | ---------------------------------------------------------------- |
| Gold     | –                  | Sieg                                                             |
| Silber   | –                  | 2. Platz                                                         |
| Bronze   | –                  | 3. Platz                                                         |
| Grün     | –                  | Platzierung in den Punkten                                       |
| Blau     | –                  | Klassifiziert außerhalb der Punkteränge                          |
| Violett  | DNF                | Rennen nicht beendet (did not finish)                            |
| Violett  | NC                 | nicht klassifiziert (not classified)                             |
| Rot      | DNQ                | nicht qualifiziert (did not qualify)                             |
| Rot      | DNPQ               | in Vorqualifikation gescheitert (did not pre-qualify)            |
| Schwarz  | DSQ                | disqualifiziert (disqualified)                                   |
| Weiß     | DNS                | nicht am Start (did not start)                                   |
| Weiß     | WD                 | zurückgezogen (withdrawn)                                        |
| Hellblau | PO                 | nur am Training teilgenommen (practiced only)                    |
| Hellblau | TD                 | Freitags-Testfahrer (test driver)                                |
| ohne     | DNP                | nicht am Training teilgenommen (did not practice)                |
| ohne     | INJ                | verletzt oder krank (injured)                                    |
| ohne     | EX                 | ausgeschlossen (excluded)                                        |
| ohne     | DNA                | nicht erschienen (did not arrive)                                |
| ohne     | C                  | Rennen abgesagt (cancelled)                                      |
| ohne     | keine WM-Teilnahme |                                                                  |
| sonstige | P/fett             | Pole-Position                                                    |
| sonstige | 1/2/3/4/5/6/7/8    | Punktplatzierung im Sprint-/Qualifikationsrennen                 |
| sonstige | SR/kursiv          | Schnellste Rennrunde                                             |
| sonstige | *                  | nicht im Ziel, aufgrund der zurückgelegten Distanz aber gewertet |
| sonstige | ()                 | Streichresultate                                                 |
| sonstige | unterstrichen      | Führender in der Gesamtwertung                                   |

### Statistik in der Automobil-/Formel-1-Weltmeisterschaft
Diese Statistik umfasst alle Teilnahmen des Fahrers an der Formel-1-Weltmeisterschaft, die bis 1980 als Automobil-Weltmeisterschaft bezeichnet wurde.

#### Grand-Prix-Siege
| - 1978: Kanada (Montréal) - 1979: Südafrika (Kyalami) | - 1979: USA West (Long Beach) - 1979: USA Ost (Watkins Glen) | - 1981: Monaco (Monte Carlo) - 1981: Spanien (Jarama) |

#### Gesamtübersicht
| Saison | Team                       | Chassis             | Motor           | Rennen | Siege | Zweiter | Dritter | Poles | schn. Rennrunden | Punkte  | WM-Pos. |
| ------ | -------------------------- | ------------------- | --------------- | ------ | ----- | ------- | ------- | ----- | ---------------- | ------- | ------- |
| 1977   | Marlboro Team McLaren      | McLaren M23         | Cosworth V8     | 1      | –     | –       | –       | –     | –                | –       | –       |
| 1977   | Scuderia Ferrari SpA SEFAC | Ferrari 312T2       | Ferrari Flat-12 | 2      | –     | –       | –       | –     | –                | –       | –       |
| 1978   | Scuderia Ferrari SpA SEFAC | Ferrari 312T2/312T3 | Ferrari Flat-12 | 16     | 1     | –       | 1       | –     | 1                | 17      | 09.     |
| 1979   | Scuderia Ferrari SpA SEFAC | Ferrari 312T3/312T4 | Ferrari Flat-12 | 15     | 3     | 4       | –       | 1     | 6                | 47 (53) | 02.     |
| 1980   | Scuderia Ferrari SpA SEFAC | Ferrari 312T5       | Ferrari Flat-12 | 14     | –     | –       | –       | –     | –                | 6       | 14.     |
| 1981   | Scuderia Ferrari SpA SEFAC | Ferrari 126CK       | Ferrari V6      | 15     | 2     | –       | 1       | 1     | 1                | 25      | 07.     |
| 1982   | Scuderia Ferrari SpA SEFAC | Ferrari 126C2       | Ferrari V6      | 4      | –     | 1       | –       | –     | –                | 6       | 15.     |
| Gesamt | Gesamt                     | Gesamt              | Gesamt          | 67     | 6     | 5       | 2       | 2     | 8                | 107     |         |

#### Einzelergebnisse
| Saison | 1   | 2   | 3   | 4   | 5 | 6   | 7   | 8   | 9   | 10  | 11  | 12  | 13  | 14  | 15 | 16  | 17 |
| ------ | --- | --- | --- | --- | - | --- | --- | --- | --- | --- | --- | --- | --- | --- | -- | --- | -- |
| 1977   |     |     |     |     |   |     |     |     |     |     |     |     |     |     |    |     |    |
|        |     |     |     |     |   |     |     |     | 11  |     |     |     |     |     | 12 | DNF |    |
| 1978   |     |     |     |     |   |     |     |     |     |     |     |     |     |     |    |     |    |
| 8      | DNF | DNF | DNF | DNF | 4 | 10  | 9   | 12  | DNF | 8   | 3   | 6   | 7   | DNF | 1  |     |    |
| 1979   |     |     |     |     |   |     |     |     |     |     |     |     |     |     |    |     |    |
| DNF    | 5   | 1   | 1   | 7   | 7 | DNF | 2   | 14  | 8   | 2   | DNF | 2   | 2   | 1   |    |     |    |
| 1980   |     |     |     |     |   |     |     |     |     |     |     |     |     |     |    |     |    |
| DNF    | 16  | DNF | DNF | 6   | 5 | 8   | DNF | 6   | 8   | 7   | DNF | 5   | DNF |     |    |     |    |
| 1981   |     |     |     |     |   |     |     |     |     |     |     |     |     |     |    |     |    |
| DNF    | DNF | DNF | 7   | 4   | 1 | 1   | DNF | DNF | 10  | DNF | DNF | DNF | 3   | DSQ |    |     |    |
| 1982   |     |     |     |     |   |     |     |     |     |     |     |     |     |     |    |     |    |
| DNF    | DNF | DSQ | 2   | DNS |   |     |     |     |     |     |     |     |     |     |    |     |    |

| Legende  | Legende            | Legende                                                          |
| Farbe    | Abkürzung          | Bedeutung                                                        |
| -------- | ------------------ | ---------------------------------------------------------------- |
| Gold     | –                  | Sieg                                                             |
| Silber   | –                  | 2. Platz                                                         |
| Bronze   | –                  | 3. Platz                                                         |
| Grün     | –                  | Platzierung in den Punkten                                       |
| Blau     | –                  | Klassifiziert außerhalb der Punkteränge                          |
| Violett  | DNF                | Rennen nicht beendet (did not finish)                            |
| Violett  | NC                 | nicht klassifiziert (not classified)                             |
| Rot      | DNQ                | nicht qualifiziert (did not qualify)                             |
| Rot      | DNPQ               | in Vorqualifikation gescheitert (did not pre-qualify)            |
| Schwarz  | DSQ                | disqualifiziert (disqualified)                                   |
| Weiß     | DNS                | nicht am Start (did not start)                                   |
| Weiß     | WD                 | zurückgezogen (withdrawn)                                        |
| Hellblau | PO                 | nur am Training teilgenommen (practiced only)                    |
| Hellblau | TD                 | Freitags-Testfahrer (test driver)                                |
| ohne     | DNP                | nicht am Training teilgenommen (did not practice)                |
| ohne     | INJ                | verletzt oder krank (injured)                                    |
| ohne     | EX                 | ausgeschlossen (excluded)                                        |
| ohne     | DNA                | nicht erschienen (did not arrive)                                |
| ohne     | C                  | Rennen abgesagt (cancelled)                                      |
| ohne     | keine WM-Teilnahme |                                                                  |
| sonstige | P/fett             | Pole-Position                                                    |
| sonstige | 1/2/3/4/5/6/7/8    | Punktplatzierung im Sprint-/Qualifikationsrennen                 |
| sonstige | SR/kursiv          | Schnellste Rennrunde                                             |
| sonstige | *                  | nicht im Ziel, aufgrund der zurückgelegten Distanz aber gewertet |
| sonstige | ()                 | Streichresultate                                                 |
| sonstige | unterstrichen      | Führender in der Gesamtwertung                                   |

### Einzelergebnisse in der Sportwagen-Weltmeisterschaft
| Saison | Team      | Rennwagen | 1   | 2   | 3   | 4   | 5   | 6   | 7   | 8   | 9   | 10  | 11  | 12  | 13  | 14  | 15  | 16  | 17  |
| ------ | --------- | --------- | --- | --- | --- | --- | --- | --- | --- | --- | --- | --- | --- | --- | --- | --- | --- | --- | --- |
| 1977   | BMW Faltz | BMW 320   | DAY | MUG | DIJ | MON | SIL | NÜR | VAL | PER | WAT | EST | LEC | MOS | IMO | SAL | BRH | HOK | VAL |
| 1977   | BMW Faltz | BMW 320   |     |     |     |     |     |     |     |     | 2   |     |     |     |     |     |     |     |     |